# Kirsten Leistner
Kirsten Leistner, född den 7 mars 1984, är forskare vid Chalmers tekniska högskola i Göteborg, Sverige. Hon forskar 2018 kring hur man minskar mängden förorenade utsläpp från person- och lastbilar.

## Biografi
Kirsten Leistner studerade 2003 vid University of Johannesburg där hon studerade maskinteknik. Mellan 2004 och 2008 studerade hon energiteknik och tog en masterexamen vid Università degli studi del Sannio-Benevento i Italien. Slutligen tog Leistner en fil. dr examen i kemiteknik 2012 vid Université Pierre-et-Marie-Curie (Paris VI) i Frankrike.
Leistner har varit trainee på Institut de Combustion Aérothermique Réactivité (ICARE). Här sysslade hon med att experimentera inom forskning, uträkningar och modellering vid förbränning (laminär, flamhastigheter, bildhantering och analys, korrekt ortogonal sönderdelning). Hon var även under 2006 trainee vid Istituto Motori.
Kirsten Leistner har som postdoktorforskare forskat inom makroskala och kinetisk Monte Carlo-modellering av korrosion av metaller för kärnanvändning (tryckvattenreaktorer) vid Chimie ParisTech École nationale supérieure de chimie de Paris
Leistner studerar bland annat egenskaperna hos zeoliter för eliminering av skadliga kväveoxider i avgaser genom katalys.

## Utmärkelser
Leistner har mottagit två stora priser inom temat forskning. 
År 2012 mottog hon Prix de thèse Gérard de Soete från den franska delen av Förbränningsinstitutet. Hon fick priset för att hon skrivit den bästa doktorsavhandlingen i Frankrike inom förbränningsområdet.
I mars 2017 belönades Leistner med svenska L’Oréal-Unesco For Women in Science-priset för hennes framgångsrika forskning rörande fundamental förståelse av katalysatorers temperaturberoende aktivitet. Hon har gjort en upptäckt som kan leda till utveckling av förbättrade katalysatorer. 